# Cantón Santa Clara
El Cantón Santa Clara es una municipalidad uno de los cuatro cantones que tiene la provincia de Pastaza. Su cabecera cantonal es l Santa Clara.  Su población es de 3.565 habitantes, tiene una superficie de 311 km².  Su alcalde actual para el período 2019 - 2023 es Jervis Arboleda. Habitados por comunidades indígenas de la nacionalidad Kichwa amazónica con 22 comunidades y con 2 parroquias.  Dentro del territorio del Cantón Santa Clara  se encuentra parque nacional Llanganates en conjuntos con sus dos Rios más importantes y más limpios de la amazonia ecuatoriana  el Rio Anzu y el  Rio Piatua.

## Límites
- Al norte con la provincia de Napo.
- Al sur con el cantón Pastaza.
- Al este con el cantón Arajuno.
- Al oeste con el cantón Mera.

## División política
Santa Clara tiene dos parroquias:

### Parroquias urbanas
- Santa Clara (cabecera cantonal)

### Parroquias rurales
- San José